# Piero Antonio Bonnet
Piero Antonio Bonnet (Comacchio, 2 agosto 1940 – Roma, 18 febbraio 2018) è stato un giurista italiano, dal 2009 giudice unico della Città del Vaticano.

## Biografia
Ha frequentato dal 1947 al 1953 il Nobile Collegio Mondragone di Frascati gestito dai gesuiti.
Dopo aver insegnato nella Facoltà di Giurisprudenza dell'Università di Modena, ha svolto importanti incarichi all'Università di Teramo dove è stato preside della Facoltà di Giurisprudenza, prorettore, direttore della scuola di specializzazione per le discipline giuridiche, direttore del dipartimento di scienze giuridiche nella società e nella storia, membro del senato accademico. È stato presidente del NUVA presso l'Università di Teramo.
Ha insegnato all'Università Lateranense ed all'Università Gregoriana.
Inoltre è stato giudice a Roma presso il Tribunale Regionale del Lazio del Vicariato per le cause di nullità matrimoniale e il 20 maggio 2009 è stato nominato giudice unico della Città del Vaticano da papa Benedetto XVI subentrando al defunto Gianluigi Marrone.